# 라몬 구스만
라몬 구스만 카르보넬(스페인어: Ramón Guzmán Carbonell; 1907년 1월 22일, 카탈루냐 주 바르셀로나 ~ 1954년 4월 1일, 카탈루냐 주 바르셀로나)은 스페인의 전 축구 선수이자 감독이다.

## 경력
바르셀로나 출신인 구스만은 바르셀로나 소속으로 1928년부터 1935년까지 활동했다. 바르셀로나를 떠난 후, 그는 마요르카에서 은퇴했다.
구스만은 1930년에 스페인 국가대표팀 경기에 3번 출전했다.
현역 은퇴 후, 구스만은 축구 감독으로 활동했다. 그는 1941-42 시즌에 바르셀로나 감독직을 역임했다.